# Лісандро Макаруя
Лісандро Хосе Макаруя Таварес (ісп. Lisandro José Macarulla Tavárez; нар. 19 грудня 1956, Санто-Домінго, Домініканська Республіка) — домініканський бізнесмен. Він обіймав посаду представника президента в Уряді Домініканської Республіки протягом перших двох років правління президента Луїса Абінадера.

## Біографія
Лісандро Хосе Макаруя Таварес народився 19 грудня 1956 року в Санто-Домінго, в заможній родині. Він має ступінь бакалавра з ділового адміністрування та ступінь магістра з фінансів/управління послугами Рочестерського інституту в Нью-Йорку.
Він очолює MAC Group, одну з найбільших бізнес-груп Домініканської Республіки. Ця сімейна бізнес-група має інвестиції в сектори нерухомості, туризму та будівництва.
Макаруя обіймав посаду президента Асоціації промисловців Домініканської Республіки (AIRD), Асоціації промисловців будівельних матеріалів, двічі був президентом Національної ради приватного підприємництва (CONEP), а також президентом Карибської асоціації виробників цементу та Іберо-американської цементної федерації. Він керує «Асоціацією Сьюдад Овандо» — некомерційною організацією, яка прагне зберегти історичний центр колоніального міста Санто-Домінго.

## Grupo MAC
Grupo MAC — це холдингова компанія багатонаціональних компаній та інвестицій, очолювана Лісандро Макаруєю та його родиною. Компанії та інвестиції, що належать до цієї групи, поділяються на:

#### MAC Industrias y Puertos
- Consorcio VMO[4], що складається з VMO Industrias[5] та VMO Concretos[6], який спеціалізується на виробництві та розповсюдженню будівельних матеріалів
- DOMICEM: Цементна промисловість з присутністю в Домініканській Республіці, Гаїті та Ямайці[7], де вона має спільні інвестиції з Grupo Inicia впливової родини Вічіні та італійською компанією Colacem.

#### MAC Inmobiliaria
- CONDI: Управління активами нерухомості в Домініканській Республіці та інших країнах[8].
- Inversiones Turísticas Sans Souci: Адміністратор порту Сан-Сусі та розробник проектів у сфері нерухомості, туризму, готелів та бізнесу в районі Сан-Сусі[9]
- MAC CC: Забудовник ексклюзивної нерухомості в історичному центрі колоніального міста Санто-Домінго.

#### MAC Ingeniería
- MAC Construcciones: Дочірня компанія MAC Group, що займається девелопментом житлової нерухомості, зокрема проектами La Nueva Barquita.[10]
- River Construction Group Group (RCG): Державна та приватна компанія з розвитку нерухомості.[11]
- Internacional de Servicios Marítimos: Компанія, що спеціалізується на наданні різноманітних морських послуг по всьому Карибському басейну[12]

#### MAC Puertos y Logística
- Sans Souci Ports: Багатоцільовий приватний порт і головний порт міста Санто-Домінго.[13]
- Marina & Yacht Club: Марина та пристань для яхт, розташовані в Санто-Домінго[14]
- Fast Auto Logistics: Морська логістична компанія.[15]

#### MAC Turismo
- Milan Worldwide: Компанія, яка володіє готелями «Hodelpa Nicolás de Ovando», «Hotel Casa Real» і «Hotel Novus Plaza» в колоніальному місті Санто-Домінго[16].